# Лизуновка (деревня)
Лизуновка — деревня в Сосновском районе Тамбовской области России. Входит в состав Ламского сельсовета.

## География
Деревня находится в северной части Тамбовской области, в лесостепной зоне, в пределах Окско-Донской равнины, на расстоянии примерно 28 километров (по прямой) к северо-западу от посёлка городского типа Сосновка, административного центра района. Абсолютная высота — 169 метров над уровнем моря.
Часовой пояс
Деревня Лизуновка, как и вся Тамбовская область, находится в часовой зоне МСК (московское время). Смещение применяемого времени относительно UTC составляет +3:00.

## Население
| 2010 |
| ---- |
| 218  |

Половой состав
По данным Всероссийской переписи населения 2010 года в гендерной структуре населения мужчины составляли 49,1 %, женщины — соответственно 50,9 %.
Национальный состав
Согласно результатам переписи 2002 года, в национальной структуре населения русские составляли 100 % из 250 чел.

## Транспорт
К югу от деревни проходит автодорога межмуниципального значения 68Н-049.

## Улицы
Уличная сеть деревни состоит из двух улиц.